# Hipertensão arterial secundária
Hipertensão arterial secundária é a situação de Hipertensão arterial na qual existe um fator causal.